# رمضان وحیدی
رمضان وحیدی (زادهٔ ۱۳۳۰ در بجنورد) نمایندهٔ حوزه انتخابیه بجنورد، مانه و سملقان، گرمه، جاجرم و راز و جرگلان در دورهٔ ششم مجلس شورای اسلامی بوده‌است.